# Fliederspanner
Der Fliederspanner (Apeira syringaria) ist ein Schmetterling (Nachtfalter) aus der Familie der Spanner (Geometridae).

## Merkmale
Der Fliederspanner erreicht eine Flügelspannweite von 38 bis 42 Millimeter. Die Vorderflügel sind violettgrau bis hell rötlichbraun gefärbt und im Saumfeld mehr oder weniger gelblich. Die innere Querlinie ist rosaweiß und unter dem Vorderrand in Richtung des Basalfeldes gebrochen. Der schmale Mittelschatten ist braun und liegt unter dem Vorderrand der spitzwinklig gebrochenen äußeren Querlinie an. Er verläuft weiter bis zur Mitte des Innenrandes und setzt sich auf dem Hinterflügel fort. Die äußere Querlinie ist am Vorderrand dunkel und wird zum Innenrand hin rosaweiß, an die sich auf dem Hinterflügel eine dunkle Punktreihe anschließt. Vor der Vorderflügelspitze befindet sich ein rosaweißer Mondfleck. In Ruhestellung sind die Ränder der Vorderflügel merkwürdig nach oben gebogen, was dem Falter in Verbindung mit der Flügelzeichnung das Aussehen eines zerknitterten trockenen Blattes verleiht.
Die Raupen des Fliederspanners erreichen eine Länge von bis zu 30 Millimetern. Ihr Körper ist gedrungen und verjüngt sich nach vorn und hinten. Auf dem siebenten Segment ist ein auffälliges Paar gekrümmter Fortsätze zu finden; kleinere Buckel befinden sich auf den Segmenten fünf und sechs. Die blass ockerfarbenen Raupen zeigen eine dunkel olivbraune oder lilabraune Zeichnung. Die Kopfkapsel ist graubraun. In Ruhestellung sitzen die Raupen nicht lang ausgestreckt wie die meisten anderen Spannerraupen, sondern gekrümmt und ähneln den vertrockneten Fruchtkapseln des Flieders.

### Synonyme
- Phalaena syringaria[1]
- Hygrochroa syringaria[1]
- Pericallia syringaria[2]

## Vorkommen
Der Fliederspanner ist in Europa weit verbreitet. Sein Verbreitungsgebiet reicht von den Britischen Inseln im Westen bis nach Japan im Osten. Im Süden erstreckt es sich durch den gesamten nördlichen Mittelmeerraum über den Balkan und Kleinasien bis ins südliche Fennoskandien.

## Lebensweise
Der Fliederspanner ist an schattigen Waldrändern, in Hainen, Schluchten und Graben, Waldstraßen, Schneisen und Gärten anzutreffen.
Die Raupen leben an Geißblatt- und Ölbaumgewächsen: Roter (Lonicera xylosteum) und Schwarzer Heckenkirsche (Lonicera nigra), Flieder (Syringa vulgaris), Eschen (Fraxinus spec.) und Schneebeeren (Symphoricarpos spec.). Weitere Futterpflanzen sind Liguster (Ligustrum spec.) und Waldgeißblatt (Lonicera periclymenum). Die Raupen fressen nachts und ruhen tagsüber auf ihren Futterpflanzen. Die Raupen überwintern, sie verpuppen sich mit wenigen Gespinstfäden an einem Zweig.
Die Falter sind nachtaktiv und können gelegentlich am Licht angetroffen werden. Über die Nahrung des Falters sind bisher keine Informationen bekannt.

### Flug- und Raupenzeiten
Der Fliederspanner bildet eine Generation im Jahr, die von Anfang Juli bis Ende Juli fliegt. An warmen Plätzen kann gelegentlich von August bis September eine partielle zweite Generation gebildet werden. Die Raupen kann man im August beobachten sowie nach der Überwinterung im Juni des darauffolgenden Jahres.